# Euptychia huebneri
Euptychia huebneri är en fjärilsart som beskrevs av Butler 1866. Euptychia huebneri ingår i släktet Euptychia och familjen praktfjärilar. Inga underarter finns listade i Catalogue of Life.